# Esclat de passions
Esclat de passions  (títol original:  Talk of Angels) és una pel·lícula estatunidenca dirigida per Nick Hamm, estrenada l'any 1998. Ha estat doblada al català.

## Argument
Basada en una història real. Narra la història romàntica d'una institutriu en una Espanya a la vora de la guerra civil (1936-1939).

## Repartiment
- Polly Walker: Mary Lavelle
- Vincent Pérez: Francisco Areavaga
- Franco Nero: Dr. Vicente Areavaga
- Frances McDormand: Conlon
- Ruth McCabe: O'Toole
- Marisa Paredes: Doña Consuelo
- Francisco Rabal: Don Jorge
- Penélope Cruz: Pilar
- Ariadna Gil: Beatriz
- Rossy de Palma: Elena
- Óscar Higares: Matador

## Crítica
- "No hi ha per on agafar-la per la seva impersonalitat"[3]
- "Massa melodrama"[4]